# JeQuan Lewis
JeQuan Lewis (Dickson, 4 settembre 1994) è un cestista statunitense.